# Petri Lindroos
Petri Lindroos, född 10 januari 1980 i Esbo, är en finsk gitarrist och den som startade metalbandet Norther, och gick också senare med i Ensiferum. 

## Diskografi

### MedNorther
- N (2008) – CD
- Till Death Unites Us (2006) – CD
- Scream (2006) – CD Singel
- Solution 7 EP (2005) – Mini CD
- Spreading Death (2004) – DVD Singel
- Death Unlimited (2004) – CD
- Spreading Death (2004) – CD Singel
- Mirror of Madness (2003) – CD
- Unleash Hell (2003) – CD Singel
- Dreams of Endless War (2002) – CD
- Released (2002) – CD Singel

### MedEnsiferum
- Dragonheads EP (2006)
- Victory Songs CD (2007)
- From Afar CD (2009)
- Unsung Heroes CD (2012)
- One Man Army CD (2015)
- Two Paths CD (2017)
- Thalassic CD (2020)